# Rock Island Plow Company
Die Rock Island Plow Company ist ein ehemaliger US-amerikanischer Hersteller von Landmaschinen und Traktoren.

## Geschichte
Das Unternehmen geht zurück auf den Pflughersteller Buford & Tate Company welche zwischen 1854 und 1856 in Rock Island (Illinois) gegründet wurde. Als sich der Mitbegründer R. N. Tate 1864 zur Ruhe setzte, entstanden daraus die Buford Plow Works. Nach dem Tod des zweiten Partners Charles Buford 1866 übernahmen dessen Söhne Basil D. und Louis M. Buford das Unternehmen und bauten es aus. Bald stieg die Produktion auf 500–600 Pflüge wöchentlich. 1871 erfolgte eine Reorganisation als B. D. Buford & Company mit einem Aktienkapital von US$ 250.000. Zu den Investoren gehörten die Bankiers und Unternehmer Philemon Libby Mitchell († 1895) und Frank Mixter (1853–1934), welche einzeln oder zusammen die State Bank of Rock Island, die Rock Island Stove Company und die Rock Island Glass Works besaßen und Anteile an der Republic Oil Refining Company, der Rock Island Buggy Company sowie den Rock Island Children’s Carriage Works hielten. Sie gehörten außerdem zu den Organisatoren der öffentlichen Pferdebahn Moline and Rock Island Horse Railway (später Davenport and Rock Island Street Railway System).
Die Rock Island Plow Company unterhielt nun an ihrem Sitz an der Illinois und Main Street (heute 2nd Avenue und 6th Street) nahe dem  Mississippi River eine Eisengießerei,  Schmiede, Schleiferei, Schreinerei und eine Lackierabteilung. 1875 produzierten 215 Mitarbeiter täglich etwa 200 Pflüge. An der Weltausstellung 1876 in Philadelphia (Pennsylvania) erhielt die B. D. Buford & Company eine Auszeichnung für die Qualität ihrer Produkte. Ab 1877 wurde im Schichtbetrieb gearbeitet. Rückschläge waren eine Überschwemmung als der Mississippi im Juni 1880 über seine Ufer trat sowie eine verheerende Feuersbrunst in der Silvesternacht des gleichen Jahres. 475 Angestellte verloren in der Folge ihren Arbeitsplatz.
Bereits im August 1881 konnte die Produktion in einem neuen, dreistöckigen Gebäude mit 1746 m² Grundfläche wieder aufgenommen werden. 1885 erfolgte eine weitere Reorganisation als Rock Island Plow Company. Präsident war nun J. J. Gilmore; Louis Buford blieb in der Geschäftsleitung als Finanzvorstand. 1910 wurden ein 8-stöckiges Lagerhaus (das heute noch steht) und eine größere Schmiede angefügt.

## Traktoren
1914 übernahm Rock Island Plow eine Vertretung für Heider-Traktoren. Deren Hersteller, die Heider Tractor Company, wurde 1916 aufgekauft. Der Markenname blieb bis 1928 bestehen, danach wurden die Schlepper als Rock Island verkauft. Die Geschäfte liefen höchst unterschiedlich. 1921 kam es zu Entlassungen und einer fast vollständigen Schließung aber bereits 1928 lief der Betrieb wieder 24 Stunden täglich. Während der Wirtschaftskrise geriet das Unternehmen erneut in Schwierigkeiten. Die Herstellung von Traktoren wurde 1935 aufgegeben. 1937 wurde das Unternehmen von der J. I. Case Company übernommen.